# Phryganodes eradicalis
Phryganodes eradicalis is een vlinder uit de familie van de grasmotten (Crambidae). De wetenschappelijke naam van de soort is voor het eerst gepubliceerd in 1908 door George Francis Hampson.
De soort komt voor op de Andamaneilanden.